# 马克·范博梅尔
马克·彼得·格特鲁达·安德烈阿斯·范博梅尔（荷蘭語：Mark Peter Gertruda Andreas van Bommel，1977年4月22日—），已退役荷蘭職業足球員，司職防守中場或正中場，2010年世界盃作為主力為國家隊奪得世界盃亞軍。世界足壇最佳荷蘭巨星之一。在球會，他曾分別奪得荷甲、西甲、德甲及意甲冠軍。他能攻擅守，亦是一名重炮手。曾執教荷甲球隊PSV燕豪芬。其兒子魯賓亦是職業足球員，效力阿爾克馬爾(AZ)。

## 生平

### 球會

#### 薛達
范博梅尔最早是以業餘球員身份展開球員生涯，其後加盟荷蘭球會薛達，由學徒搖身一變成為職業球員。

#### 燕豪芬
1999年雲保美加盟規模較大的燕豪芬，在該球會贏得三屆荷蘭甲組聯賽冠軍，並獲得2001年和2005年荷蘭足球先生獎項。當時雲保美已受到歐洲各級球會的斟介，包括英超曼聯、西甲皇馬等，但雲保美一一拒絕邀請。

#### 巴塞羅那
直到2005年雲保美宣佈離隊後，他選擇了加盟巴塞羅那。在該季雲保美上陣了24場入了2球，除了贏得西甲聯賽冠軍外，還贏了2006年歐冠盃。

#### 拜仁慕尼黑
2006年雲保美被德甲球會拜仁慕尼黑收購，上陣6場攻入3球。其時原隊長在2007-08年球季後退役，雲保美接任戴上隊長臂章，成為拜仁慕尼黑歷來首位非德國籍隊長。

#### AC米蘭
2011年1月25日雲保美與拜仁慕尼黑提前半年解約，自由轉會意甲AC米蘭，隨即幫助AC米蘭奪得該屆意甲冠軍。

#### 燕豪芬
2012年5月15日，荷甲豪门PSV埃因霍温官方宣布，球队已经以自由转会方式从AC米蘭签下了35岁的范博梅尔，双方签下为期一年的合同。就在球季末結束，范博梅尔宣佈正式退出球員生涯。

### 國家隊
雲保美早在2000年世界杯外圍賽對塞浦路斯之賽事中首次披甲為國家隊上陣，不過該屆荷蘭未能出席世界杯決賽週。2004年他因為傷患問題，缺席了2004年歐洲國家杯，故雲保美真正能出席的大型賽事，是於2006年世界杯。該屆他為荷蘭上陣三場比賽，在十六強因不敵葡萄牙而出局。
范博梅尔的岳父范马尔维克在荷兰2008年后执掌荷兰国家队。在2010年南非世界杯上荷兰队发挥出色进入决赛。但在2012年欧洲杯上，荷兰隊首圈三戰三敗，提早出局，范马尔维克引咎辭職，而因為范马尔维克是他的岳丈，范博梅尔受到諸多的指责，此後宣布告别荷兰国家队，并表示：“荷兰队是我的最爱，我不想离开，但考虑到自己已35岁，是时候把机会留给更有才华的年轻人。如果未来國家队还需要我，我也不会拒绝。”

## 榮譽

### 個人獎項
- 荷兰足球先生 : 2001、2005

### 球會獎項
PSV燕豪芬
- 荷蘭甲組聯賽冠軍 : 2000、2001、2003、2005
- 荷蘭盃冠軍 : 2005
- 荷蘭超級盃冠軍 : 2000、2001、2003、2012

巴塞羅那
- 西班牙甲組聯賽冠軍 : 2006
- 歐洲聯賽冠軍盃冠軍 : 2006
- 西班牙超級盃冠軍 : 2005、2006

拜仁慕尼黑
- 德國甲組聯賽冠軍 : 2008、2010
- 德國超級盃冠軍 : 2010
- 德国足协杯冠軍 : 2008、2010
- 德國足球協會聯賽盃冠軍 : 2007

AC米兰
- 意大利甲組聯賽冠軍 : 2011
- 意大利超级杯冠军 ：2011

### 國家隊
- 世界盃亞軍：2010年；

## 外部連結
- 雲保美個人網站 （页面存档备份，存于）